# Carlos Andrés Bruderer
Carlos Andrés Bruderer (* 6. Januar 1967) ist ein ehemaliger guatemaltekischer Skirennläufer.

## Karriere
Bruderer trat lediglich bei den Olympischen Winterspielen 1988 in Calgary als Rennläufer in Erscheinung. Dort belegte er als beste Platzierung den 39. Rang im Slalom.

## Privates
Sein Bruder Christian nahm 1988 ebenfalls als Skirennläufer an den Olympischen Winterspielen teil.

## Erfolge

### Olympische Winterspiele
- Calgary 1988: 39. Slalom, 65. Riesenslalom, DNF Super-G